# Euspilapteryx auroguttella
Euspilapteryx auroguttella là một loài bướm đêm thuộc họ Gracillariidae. Nó được tìm thấy ở khắp châu Âu.
Sải cánh dài 9–10 mm. Con trưởng thành bay vào tháng 5 và tháng 8 làm hai đợt.
Ấu trùng ăn Hypericum adenotrichum, Hypericum elegans, Hypericum hircinum, Hypericum hirsutum, Hypericum humifusum, Hypericum maculatum, Hypericum montanum, Hypericum olympicum, Hypericum perforatum, Hypericum rhodoppeum và Hypericum tetrapterum. Chúng ăn lá nơi chúng làm tổ.